# Ensign (Offizier)
Der Ensign (Aussprache [ˈɛnsən]) ist bzw. war im englischsprachigen Raum ein Soldat im niedrigsten Offiziers-Dienstgrad der Infanterie oder Marine. Der Begriff entspricht dem deutschen Fähnrich, der Ensign ist jedoch ein Offizier (mit Offizierspatent) und kein Offizieranwärter und ist insofern eher mit dem Unterleutnant oder Leutnant gleichzusetzen.

## Etymologie
Der Begriff leitet sich von der ebenfalls Ensign genannten Truppenfahne bzw. Seeflagge ab, die traditionell vom jüngsten Offizier getragen wurde. Etymologisch stammt das spätmittelenglische Wort Ensign vom altfranzösischen enseigne und dieses vom lateinischen insignia („Amtszeichen“) ab.

## Verwendung
In der British Army verwendeten Infanterieregimenter den Ensign als niedrigsten Offiziersrang. Bei Kavallerieregimentern hieß dieser Rang Cornet, bei der Royal Artillery, den Royal Engineers sowie Füsilier- und Jägerregimentern hieß er Second Lieutenant. 1871 wurden die Ränge des Ensign und Cornet im Rahmen der Cardwell-Reformen in Sub-Lieutenant und schließlich 1877 einheitlich in Second Lieutenant umbenannt. Die US Army schaffte die Ränge des Ensign und Cornet 1815 zugunsten des Second Lieutenant ab.
Bei der Marine entspricht der Ensign als niedrigster Offiziersdienstgrad dem deutschen Leutnant zur See. In der Royal Navy wurde der Dienstgrad des Ensign 1871 zugunsten des Sub-Lieutenant abgeschafft. Bei der US Navy und US Coast Guard existiert der Rang des Ensign bis heute.

## Fiktion
In Star Trek ist Ensign der unterste Rang der Offizierslaufbahn der Sternenflotte der Vereinigten Föderation der Planeten, der nach Abschluss der Sternenflottenakademie erworben wird; Wesley Crusher wurde, ohne die Sternenflottenakademie besucht zu haben, bereits in den Rang eines Ensign befördert.